# Bakva vára
Bakva vára (horvátul: Utvrda Bukovica) egy középkori várhely Horvátországban, a Verőce-Drávamente megyei Bakva település határában.

## Fekvése
Vukosavljevica falu közelében, a 238 méteres Radotić-hegytől délre egy hosszú, enyhe lejtésű völgyben egy magányos domb található. A domb déli oldalát egy sor alacsonyabb sánc köti össze egy másik, 245 méteres magaslattal, mely a várhely fölött helyezkedik el. Ezen a ritkás erdővel benőtt dombon, melyet a nép Gradinának nevez, egy hatalmas erődítmény nyomai találhatók, melynek alakja egy földből készített piramist idéz.

## Története
Az itt talált cseréptöredékek alapján a legősibb rétegek, még az illírek idejéből származhatnak. A rómaiak idejében egy másik utat is építettek ide, mely a Drávamenti fő kereskedelmi és hadiútról Vukosavljevicánál a Radotić-dombság irányába ágazott le, a völgyet pedig éppen itt, Bakva mellett hagyta el. Ezután innen haladt tovább Brzaji és Zrinski Topolovac felé. Brzajiben ugyancsak állt egy vár az úttól nem messze, éppúgy mint Bakvánál.
Bakva középkori várát feltételezhetően Moys mester Somogy és Varasd vármegye főispánja építtette a 13. században. Bakva „Bokoa” néven Moys mester 1267-es vagyonmegosztási okiratában is szerepel. Magát a várat 1347-ben említik először, amikor a Raholcai család birtokába került. Ezután, de még 1375 előtt a Raholcaiakkal rokonságban álló Újlaki család kezére került. A 15. század közepén még mindig az Újlakiak birtoka volt. 1445-ben castrumként szerepel abban az örökösödési szerződésben, amit a Cilleiekkel kötöttek, majd később újra castellumként találjuk. 1495. február 2-án az Újlaki Lőrinc ellen vezetett királyi hadjárat során Geréb Péter vette be. Újlaki Lőrinc és apjuk, Szapolyai István között megkötött örökösödési szerződés alapján 1525-ben iktatta be a csázmai káptalan Szapolyai Jánost és Szapolyai Györgyöt a várkastély és tartozékai birtokába. Később Bencsik László, Szapolyai János rokonának tulajdonába került, aki még 1529 novemberében is birtokolta. 1529-ben királyi adományként Krusics Péter kapta meg. Valószínűleg a török időkben 1552 körül pusztult el. Ma mind az egykori vár, mind az alatta feküdt mezőváros helyét erdő borítja.

## A vár mai állapota
A vár legrégebbi részét Moys ispán emeltette a 13. század közepe táján. Ez alatt található a védelmi vonal első része, melyet egy széles árok és az előtte húzódó sánc képez. A sáncnak az északkeleti oldalán egy nagyobb kiugrás van. Utána és alatta még két védővonal van két árokkal és két sánccal. A legalsó sánc a völgy aljánál mintegy 10 méterrel magasabban látható. A felső vár alakja ellipszis, 30 méteres hosszanti átmérővel. A valódi méretet nehéz megállapítani, mivel az alapjai a kincskeresők által ásott gödrök miatt eléggé tönkrementek. A várban építőanyagmaradvány nem található. A környékbeli lakosság mindent széthordott. A terepen sok 15. és 16. századi cserépmaradvány található, a mélyebb rétegekben levők még régebbiek. Az építmény látványa így is impozáns.